# Сід Воткінс
Ерік Сідні «Сід» Воткінс OBE (англ. Eric Sidney Watkins; 6 вересня 1928, Ліверпуль, Велика Британія — 12 вересня 2012) — британський лікар-нейрохірург, професор, президент Інституту автоспортивної безпеки Міжнародної автомобільної федерації (FIA), офіцер ордена Британської імперії. У 1978—2005 роках голова медичної команди на гран-прі Формули-1.
Був одружений. У нього залишилося четверо синів і дві дочки.

## Рання кар'єра
Сід Воткінс народився в Ліверпулі (Велика Британія). Батько Воллес Воткінс спочатку був шахтарем з Глоустершира до тих пір, поки не переїхав до Ліверпуля під час Великої Депресії, де він відкрив невеликий бізнес з ремонту велосипедів. Надалі він став ремонтувати і автомобілі. Сід Воткінс працював у гаражі у свого батька до 25 років.
У 1956 році він закінчив Ліверпульський університет з присвоєнням ступеня «Доктор медицини». В університеті він займався дослідженнями впливу тепла на розумову діяльність людини. Ця робота пізніше виявилася корисною у його роботі в автоперегонах.
Після закінчення університету він 4 роки служив у Королівському армійському медичному корпусі в Західній Африці. Саме тут він вперше взяв участь в автоперегонах — на Західно-африканському ралі 1955 року за кермом Ford Zephyr Zodiac. Він зійшов з дистанції після першої спецділянки.
У 1958 році він повернувся до Великої Британії і почав працювати нейрохірургом у лікарні Радкліфф в Оксфорді. У 1961 році провів свій перший автоспортивний етап в медичній ролі у картинговій гонці на трасі «Брендс-Гетч». Надалі працював у вільний час гоночним лікарем на трасі «Сільверстоун».
У 1962 році Воткінс став професором нейрохірургії в Нью-Йоркському університеті. Він переїхав з Великої Британії до міста Сірак'юс (штат Нью-Йорк, США). Воткінс продовжив цікавитися автоперегонами і в Нью-Йорку, недалеко від якого розташований автодром «Воткінс-Глен».
У 1970 році він повернувся до Англії і став головним нейрохірургом у Лондонському госпіталі. Незабаром він був запрошений до медичної групи при автоспортивній асоціації Великої Британії (RAC).

## Кар'єра у Формулі-1
У 1978 році виконавчий директор Асоціація конструкторів Формули-1 (FOCA) Берні Екклстоун запропонував Сіду Воткінсу посаду офіційного гоночного лікаря Формули-1. Воткінс погодився і дебютував у цій ролі на Гран-прі Швеції. Поза вік-ендами Формули-1 він продовжив працювати в Лондоні на своїй колишній посаді.
На Гран-прі Італії 1978 року пілот команди «Lotus» Ронні Петерсон потрапив у важку аварію на старті гонки. Його болід загорівся. Клей Регаццоні, Патрік Депає та Джеймс Хант витягли шведа з уламків. Коли до місця аварії прибув Сід Воткінс, то італійська поліція не дала йому надати першу допомогу Петерсону. Машина швидкої допомоги прибула тільки через 18 хвилин. Ронні був доставлений у госпіталь, де помер наступного дня.
На наступну гонку Воткінс зажадав, щоб Екклстоун надав йому анестезіолога, медичний автомобіль і гелікоптер. Всі вимоги були виконані. Більш того, було вирішено, що медичний автомобіль (з Воткінсом всередині) буде супроводжувати пелотон на першому колі, щоб у випадку аварії на старті негайно бути на місці і в разі необхідності відразу ж надати медичну допомогу.
У 1981 році Міжнародна федерація автоспорту (FISA) заснувала Медичну комісію, президентом якої був обраний Сід Воткінс.
У 1987 році в Імолі на вільній практиці перед Гран-прі Сан-Марино в повороті «Тамбурелло» у важку аварію потрапив Нельсон Піке. Бразилець отримав черепно-мозкову травму і на гелікоптері був доставлений у госпіталь, звідки втік на наступний день. Він хотів взяти участь в гонці, але Воткінс не дав йому дозволу взяти участь у гран-прі. Піке протестував, але керівництво прийняло сторону Сіда Воткінса. Багато років потому Нельсон Піке визнав, що професор мав рацію.
FIA визнає, що саме Воткінсу належать значні заслуги у модернізації медичних стандартів у Формулі-1 і в збереженні безлічі життів, наприклад, Дідьє Піроні у 1982 році та Рубенса Барікелло у 1994 році.
На Гран-прі Австралії 1995 року в Аделаїді саме швидкі і правильні дії Воткінса врятували життя Мікі Хаккінену. У фіна двічі зупинялося серце. Сід Воткінс прямо на трасі зробив йому трахеотомію. Цей випадок професор вважає найкращим за всю свою кар'єру.
У 1996 році Сідней Воткінс був нагороджений Премією Маріо Андретті за медичну майстерність, а у 2002 році став членом ордена Британської імперії.
8 липня 2004 року в Ліверпульському університеті професору Воткінсу була присуджена почесна докторська ступінь. У грудні 2004 року він став президентом Інституту автоспортивної безпеки, заснованого на честь сторічної річниці заснування FIA.
20 січня 2005 року Воткінс оголосив про свою відставку з його різних медичних посад у FIA. Він вирішив зберегти за собою тільки пост президента Інституту автоспортивної безпеки FIA. Президент FIA Макс Мослі призначив його наступником Гері Гартстейна — професора анестезіології і надзвичайної медицини, який був помічником Воткінса з 1997 року. Мослі зазначив, що «професор Воткінс вніс унікальний внесок для підвищення стандартів безпеки та медичного обслуговування в усьому автоспорті».
Щороку Фонд автоспортивної безпеки проводить Воткінсовські Читання, які проходять на шоу британського журналу Autosport в Національному виставковому центрі у Бірмінгемі. У Читаннях беруть участь відомі особистості автоспорту, такі як Макс Мослі та Росс Браун. У 2007 році з доповіддю виступив сам Воткінс.
Воткінс написав кілька книг про автоспортивну безпеку. Найвідоміша його книга — «Життя на межі: тріумф і трагедія в Формулі-1» (англ. Life at the Limit: Triumph and Tragedy in Formula One, 1996 рік, ISBN 0-7603-0315-0).

## Список праць
- Life at the Limit: Triumph and Tragedy in Formula One (Motorbooks Intl, 1996) ISBN 0760303150
- The Science of Safety: The Battle Against Unacceptable Risks in Motor Racing (with David Tremayne, Haynes Publications, 2000) ISBN 1859606644
- Beyond the Limit (with Jackie Stewart, Pan Books Ltd., 2002) ISBN 0330481967